# City of Norwood Payneham St Peters
City of Norwood Payneham St Peters – jednostka samorządowa wchodząca w skład aglomeracji Adelaide, położona w centrum. Obszar ten zamieszkuje 37 350 osoby, powierzchnia wynosi 15,1 km².

## Dzielnice
W nawiasach podany jest kod pocztowy. 
- College Park (5069)
- Evandale (5069)
- Felixstow (5070)
- Firle (5070)
- Glynde (5070)
- Hackney (5069)
- Heathpool (5068)
- Joslin (5070)
- Kensington (5068)
- Kent Town (5067)
- Marden (5070)
- Marryatville (5068)
- Maylands (5069)
- Norwood (5067)
- Payneham(5070)
- Payneham South (5070)
- Royston Park (5070)
- St. Morris (5068)
- St. Peters (5069)
- Stepney (5069)
- Trinity Gardens (5068)